# Micromeria intermedia
Micromeria intermedia là một loài thực vật có hoa trong họ Hoa môi. Loài này được G.Kunkel & P.Pérez mô tả khoa học đầu tiên năm 1976.